# Сумгаїт
Сумгаїт (азерб. Sumqayıt) — місто (з 1949) в Азербайджані, на узбережжі Каспійського моря, за 30 км на північ від столиці Азербайджану — Баку. Третє за населенням місто країни (після Баку та Гянджі).
Міській адміністрації підпорядковуються ще два населених пункти: Джорат і Гаджи Зейналабдін.

## Історія
Місто Сумгаїт було побудовано наприкінці 40-х років двадцятого століття. Населення стрімко зростало, досягнувши чисельності в чверть мільйона чоловік, і в місті стала гостро відчуватися нестача житла. Робітники тулилися в перенаселених гуртожитках. Міські хімічні підприємства були серед перших у Радянському Союзі за рівнем забруднення навколишнього середовища.
Наприкінці лютого 1988 року в місті відбувся вірменський погром, який став одним з перших актів етнічного насильства в новітній радянської історії.

## Економіка
У місті розвиваються такі галузі: хімічна (ВО «Органічний синтез», «Хімпром»), металургійна (трубопрокатний, алюмінієвий заводи), машинобудівна, легка, харчова промисловість, виробництво будматеріалів.

## Освіта
В місті розташований Сумгаїтський державний університет.

## Визначні пам'ятки
- Музей історії міста
- Театр
- Бюст Джаліла Мамедкулізаде

## Екологія
За результатами дослідження у 2007 Американської некомерційною науково-дослідницькою організацією Інститут Блексміта (англ. Blacksmith Institute) був опублікований список найзабруднених місць на планеті, Сумгаїт займає в ньому перше місце.

## Населення
Динаміка росту населення:
- 1979 — 190 112 мешканців
- 1989 — 231 000 мешканців
- 1990 — 235 000 мешканців
- 2002 — 261 200 мешканців
- 2003 — 262 400 мешканців
- 2005 — 264 900 мешканців
- 2010 — 284 382 мешканців

Національності: азербайджанці 94,7%, росіяни 1,7%, українці 0,3%, татари 0,3%, євреї 0,1%, белуджі 1%, інші 1,9%.

## Міста-побратими
- Людвіґсгафен-на-Рейні (Німеччина)
- Барі (Італія)
- Черкаси (Україна)
- Джейхан (Туреччина)
- Руставі (Грузія)
- Могильов (Білорусь)
- Лінц (Австрія)
- Пітешті (Румунія)
- Актау (Казахстан)
- Генуя (Італія)